# Pattern 1913
El Pattern 1913 fue un fusil experimental desarrollado por la Royal Small Arms Factory Enfield desde 1912 a 1914 para el Ejército británico como consecuencia de su experiencia de combate en la segunda guerra bóer. Este fusil iba a reemplazar al SMLE. Era un diseño avanzado, con una recámara que le permitía emplear el cartucho sin pestaña .276 Enfield, que era más potente que el .303 British estándar. Sin embargo, el P'13 fue considerado impráctico debido al inicio de la Primera Guerra Mundial.

## Historia
Durante la segunda guerra bóer, el ejército británico se había enfrentado con expertos tiradores bóer equipados con el fusil Mauser Modelo 1895 que empleaba el cartucho 7 x 57 Mauser. Esta experiencia condujo a la Oficina de Guerra a desarrollar su propio cartucho "magnum" en 1910, con una bala calibre 7 mm montada en un casquillo sin pestaña. En agosto de 1910, el director de Artillería preguntó al Comité de Armas Pequeñas, que había sido responsable de la aprobación del Short Magazine Lee Enfield, si podía emitir una nueva especificación para un fusil de servicio. Los principales cambios que pidieron fue un cerrojo de estilo Mauser y una culata de una sola pieza (una opción más barata y más útil). En respuesta, la Birmingham Small Arms (BSA) produjo un diseño que empleaba un cartucho de alta velocidad sin pestaña. En 1911 la Royal Small Arms Factory (RSAF) de Enfield, fábrica del Gobierno británico, produjo un fusil con cerrojo Mauser modificado para un cartucho similar, el .276. Este fusil fue presentado el 3 de abril de 1911 ante el Comité de Armas Pequeñas por el Superintendente Adjunto Carnegie y el Diseñador Jefe Reavill.

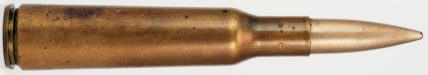
Un cartucho .276 Enfield (7 x 60), empleado por el Pattern 1913.

Inicialmente la RSAF diseñó el nuevo fusil, llamado entonces Pattern 1911, alrededor de dos calibres: el .276 y el .256. El .256 demostró ser impreciso y el .276 fue adoptado a mediados de 1911 para seguir siendo probado. Los problemas con la presión y residuos de la camisa de la bala en el ánima del cañón debido a su alta velocidad obligaron a rediseñar el cartucho. Diversos cambios al fusil y al cartucho tuvieron como resultado la fabricación de once fusiles Pattern 1911 y Pattern 1912. A fines de 1912, se decidió producir de forma limitada el último diseño para ser probado por las tropas en 1913, siendo ordenados 1000 fusiles a la RSAF. Para fines de 1912, 508 fusiles estaban listos y para fines de enero de 1913, se habían fabricado 1.251. El fusil fue distribuido al Ejército como Rifle, Magazine, Enfield, .276-inch. Las pruebas fueron llevadas a cabo en Inglaterra, Irlanda, Egipto y Sudáfrica, al final el Inspector Jefe de Armas Pequeñas recomendó una serie de cambios que resultaron en 6 fusiles Pattern 1913 mejorados, fabricados entre marzo y abril de 1914. El estallido de la Primera Guerra Mundial llevó a abandonar el esfuerzo por introducir un cartucho de pequeño calibre sin pestaña debido a razones prácticas. Adaptando el diseño (con grandes alteraciones cosméticas, además del rediseño del extractor y la recámara) para disparar el cartucho estándar .303 British, dio como resultado al Pattern 1914 (P'14), un diseño competente alimentado desde un depósito interno fijo con capacidad de cinco cartuchos. Su producción en serie en Inglaterra durante la Primera Guerra Mundial fue imposible, por lo que el P'14 fue una idea de facto. Por lo tanto el SMLE fue el fusil estándar británico durante la Primera Guerra Mundial y después.
El diseño del arma mostraba el énfasis puesto en el disparo rápido y preciso por el entrenamiento del Ejército británico de la época. El alza dióptrica pivotante ajustable tenía un modo de combate de 274 m (300 yardas) cuando estaba plegada y era un excelente diseño, permitiendo una rápida y precisa adquisición del blanco, además de ser avanzada para la época. El cerrojo tipo Mauser tenía una manija con perfil bajo y un tetón de seguridad integrado en su base, con el remate de la manija del cerrojo movido hacia atrás para estar más cerca de la mano del tirador, de allí su característica forma de "pierna de perro". El cerrojo fue configurado para ser fácilmente accionable, incluso cuando se calentaba por disparos rápidos continuos, con operación suave, amartillándose al cerrar y con una rotación positiva al abrir y cerrar. La acción era resistente y el cañón tenía un perfil pesado. Era un fusil largo y bastante pesado, mientras que las proeminentes orejetas protectoras del alza, el abultado depósito y la manija "pierna de perro" del cerrojo le daban un aire desgarbado.
La falta de capacidad industrial llevó al Gobierno británico a firmar contratos con fabricantes estadounidenses de armas civiles: Winchester Repeating Arms Company, Remington Arms y el Arsenal de Eddystone (un fabricante de armas privado, subsidiario de Remington Arms) que produjo el P'14 en calibre 7,70 mm antes que los Estados Unidos entraran a la guerra en 1917. Cuando los Estados Unidos entraron a la guerra, el P'14 fue modificado y estandarizado por el Departamento de Armamento de los Estados Unidos, siendo producido en las mismas fábricas que produjeron el P'14 cuando la producción de este fusil cesó, como el Modelo de 1917 (M1917 Enfield) calibrado para el cartucho estadounidense estándar .30-06 Springfield y tuvo cierto éxito como complemento al fusil Springfield M1903, que era el fusil estándar estadounidense y rápidamente sobrepasó al Springfield en unidades producidas y distribución.
El P13 se distingue por sus inusuales entalles angulares para los dedos en el guardamanos, los cuales no se encuentran en los posteriores Pattern 1914 y M1917 Enfield. Algunos P'13 sobrevivieron como fusiles de tiro al blanco en el Reino Unido, siendo frecuentemente "civilizados" (retirada de las cubiertas de madera del cañón y acortamiento de la culata).[cita requerida] Se produjeron muy pocos fusiles, por lo que apenas unos cuantos han sobrevivido.

## Diseño
El Pattern 1913 se distinguía de los anteriores fusiles Enfield por tener un cerrojo tipo Mauser y disparar un nuevo cartucho sin pestaña calibre 7 mm, contenido en un cargador interno fijo de 5 cartuchos. Tenía un alza dióptrica protegida por unas orejetas un tanto voluminosas del cajón de mecanismos. El Pattern 1913 era voluminoso, difícil de manipular y el ánima de su cañón se ensuciaba en exceso. Producía un gran fogonazo y un sonoro estampido. La recámara se calentaba tan rápido que al cabo de unos 15 disparos había peligro de que el cartucho se disparara nada más ser introducido.[cita requerida]